# Сальск-Грузовое (локомотивное депо)
Сервисное локомотивное депо Сальск-Грузовое — является подразделением филиала  «Северо-Кавказский» ООО «ЛокоТехСервис», расположенное в городе Сальске Ростовской области (ул. Николая Островского,3). Депо занимается ремонтом и сервисным обслуживанием тягового подвижного состава в пределах Северо-Кавказской железной дороги.

## История
Паровозное депо на станции Торговая (ныне станция Сальск) открылось в 1915 году, в нём осуществлялся ремонт паровозов. В 1937 году паровозное депо было модернизировано, построены современные ремонтные цеха.
В локомотивном депо осуществлялся ремонт и техническое обслуживание паровозов серии «С» и «Ов», а позже и паровозов серии «СО». С начала 1960-х годов в депо Сальск осуществлялся ремонт и обслуживание тепловозов серии ТЭ3. С 1980-х годов в депо Сальск ремонтировались тепловозы марки М62, ТЭП 60, 2ТЭ10М-У.
Материальная база локомотивного депо совершенствовалась, в 1980-х годах был построен новый цех по ремонту "Плауэн".
В конце 1990-х годов, с началом электрификации железнодорожного узла станции Сальск и участка дороги Котельниково — Сальск — Тихорецкая, была произведена реконструкция локомотивного депо Сальск. Были построены новый современный цех по ремонту локомотивов, административно-бытовой корпус и другие вспомогательные цехи и постройки.
До 2010 года Локомотивное депо было единым предприятием, а после проведения реформ разделилось на два самостоятельных предприятия на ремонтное локомотивное депо «Сальск-Грузовое»и Эксплуатационное локомотивное депо Сальск.

## Деятельность

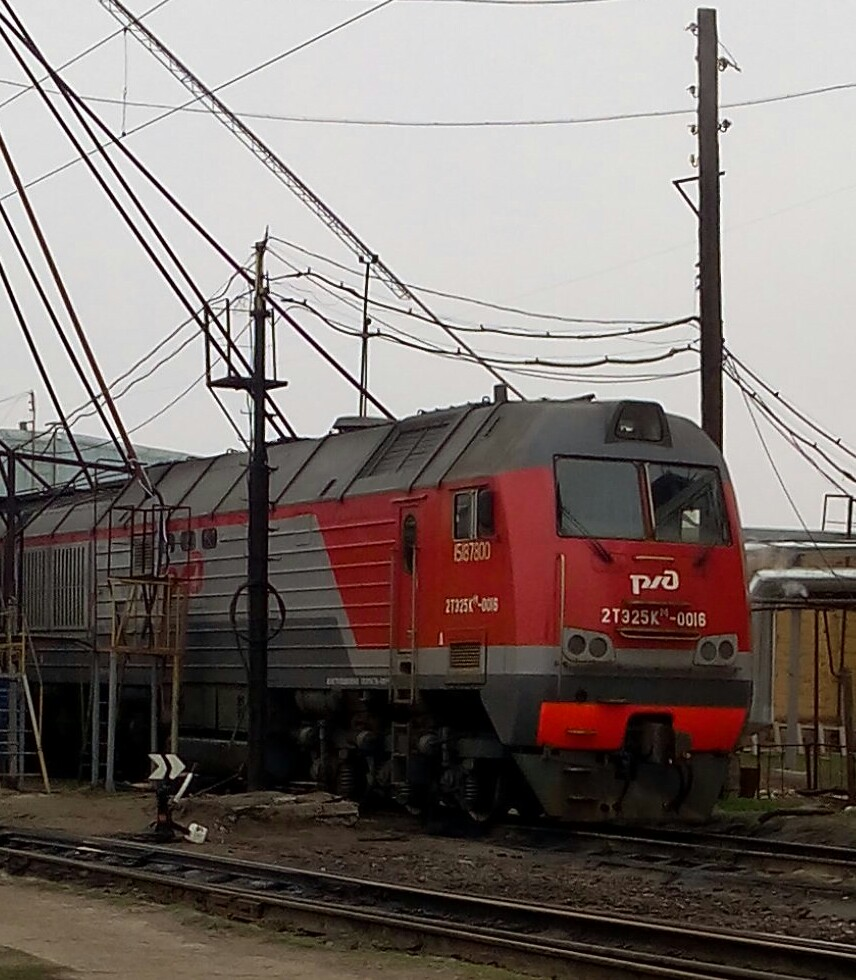
Тепловоз 2ТЭ25КМ на пункте технического обслуживания депо

В 2010 году в результате реформы ОАО «РЖД» было образовано ремонтное локомотивное депо «Сальск-Грузовое», которое в 2012 году вошло в структуру филиала «Северо-Кавказский» ООО «ЛокоТехСервис» и получило новое наименование сервисное локомотивное депо «Сальск-Грузовое».
В настоящее время в сервисном локомотивном депо «Сальск-Грузовое» выполняется ремонт грузовых и маневровых тепловозов ТЭ10 в/и и ЧМЭ3 в/и в объеме ТО-3, ТР-1, ТР-2 и грузовых электровозов ВЛ80 в/и в объеме ТР-1. На базе сервисного локомотивного депо «Сальск-Грузовое» осуществляется ремонт новой серии электровозов 2(3) ЭС5К   в объеме ТО-2 и ТР50.

## Состав депо
В состав депо входят:
- сервисное локомотивное депо «Сальск-Грузовое»,
- сервисный участок «Палагиада»,
- сервисное отделение «Светлоград»,
- три пункта технического обслуживания (Сальск, Палагиада, Светлоград).

## Приписной парк локомотивов
Приписной парк локомотивов составляют:
- маневровые тепловозы ЧМЭ3 – 61 единица,
- грузовые электровозы ВЛ80 в/и – 43 единицы,
- грузовые тепловозы ТЭ10 в/и – 14 единиц.

## Галерея

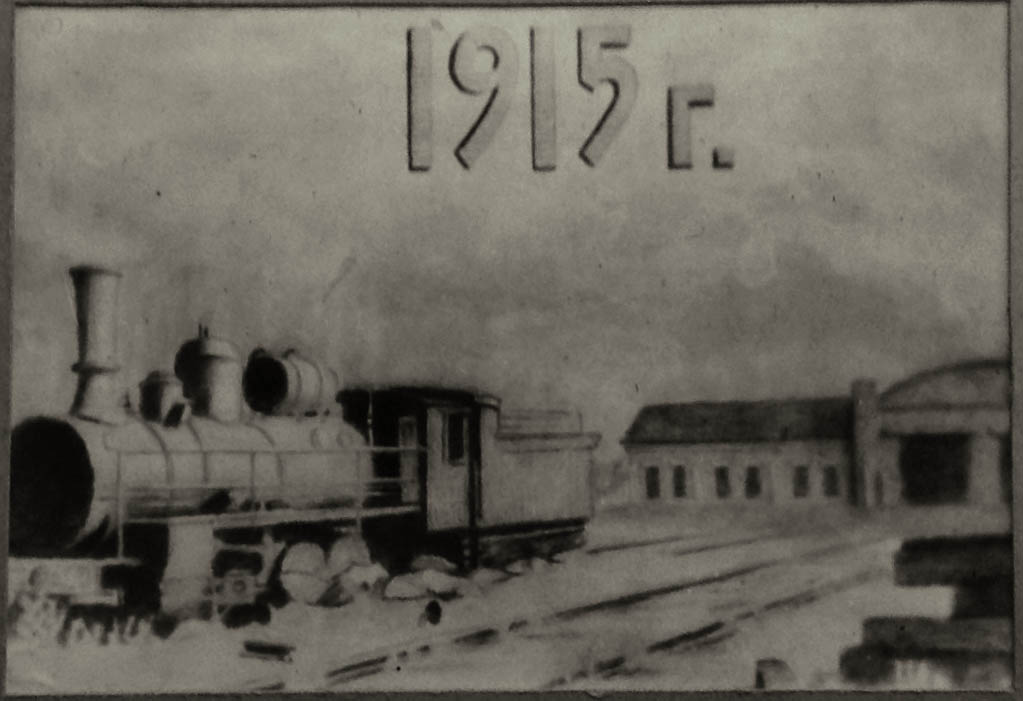
Депо в 1915 году
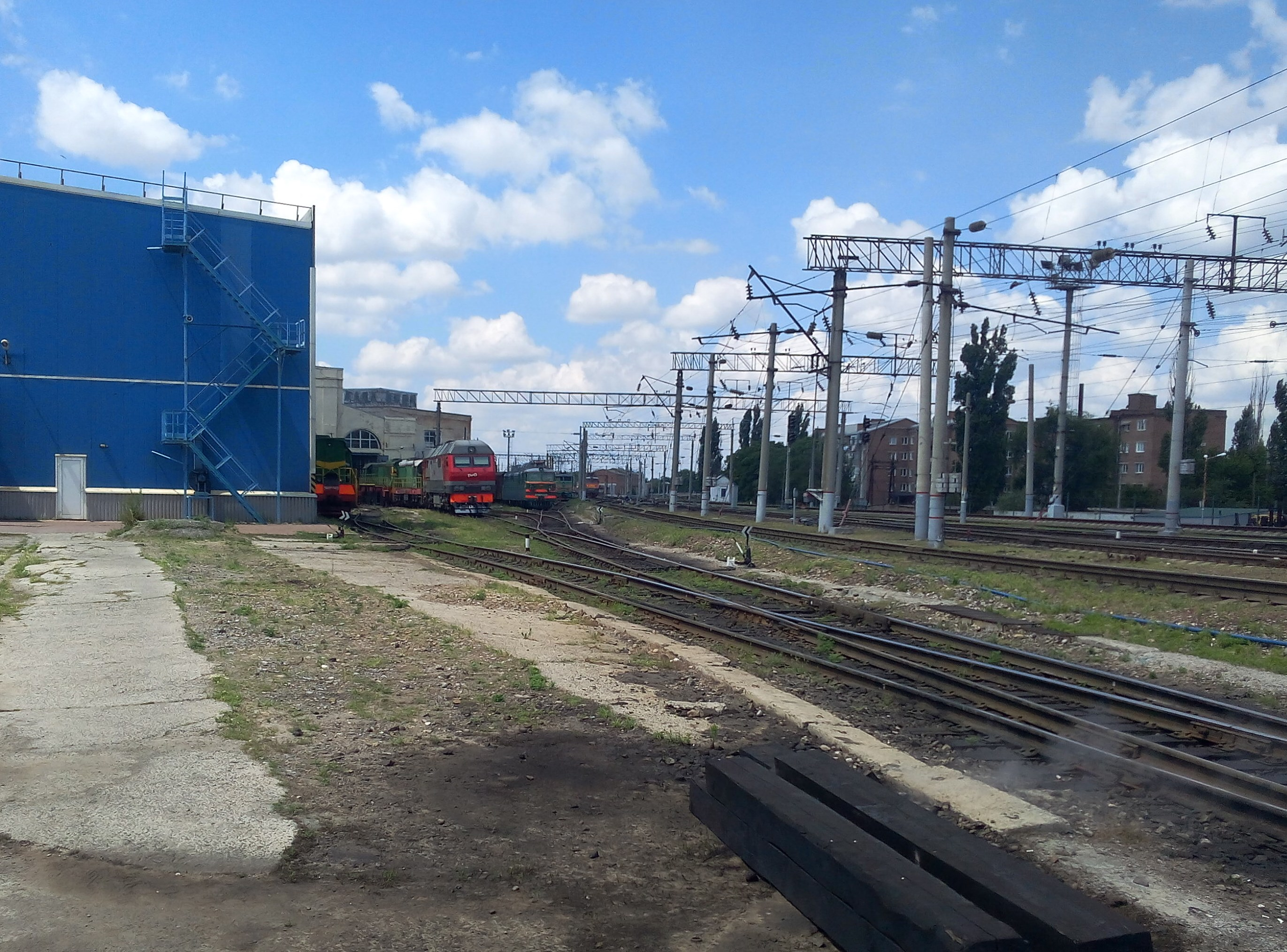
Подъездные пути
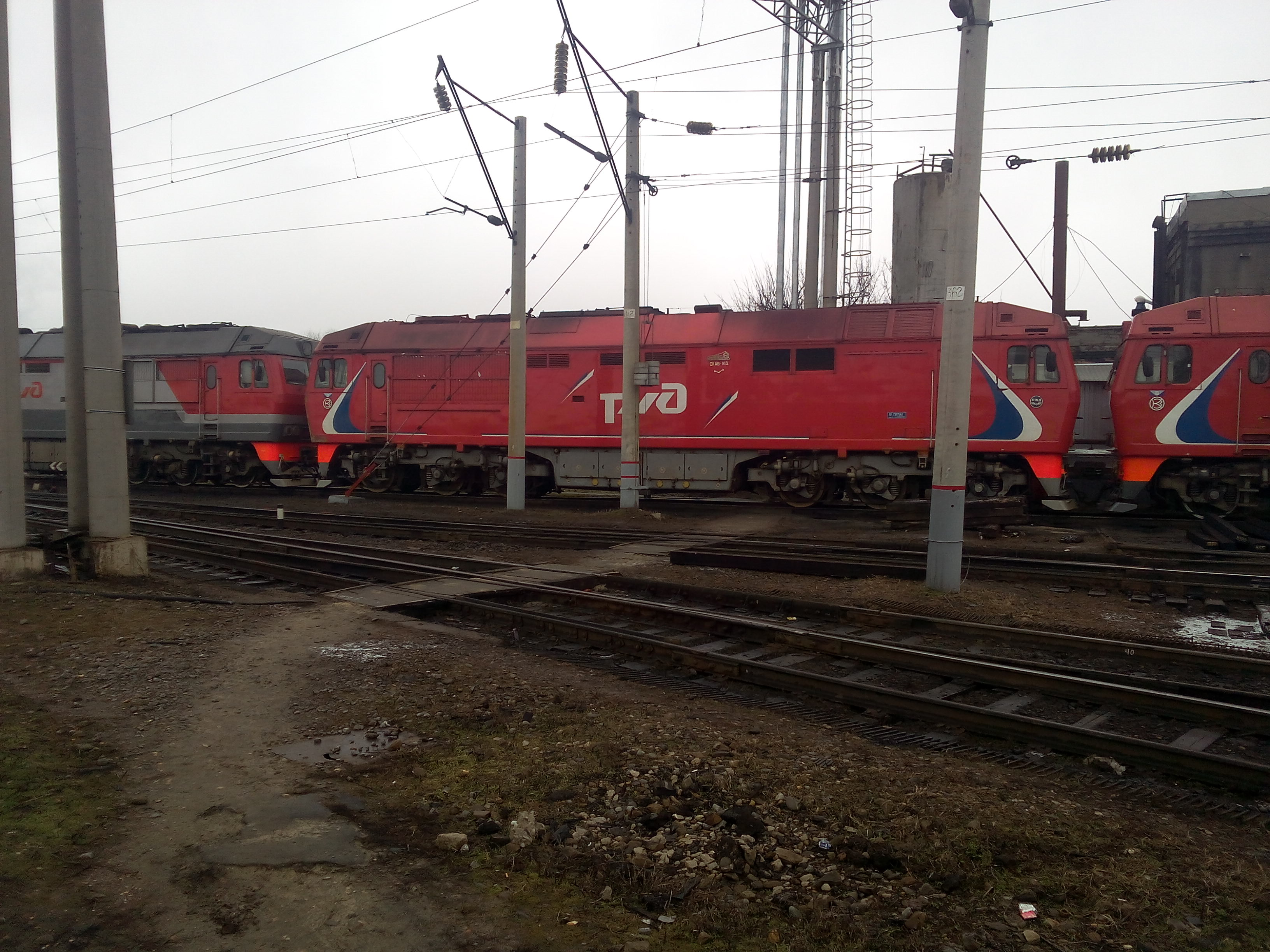
Тепловозы ТЭП70БС на территории депо
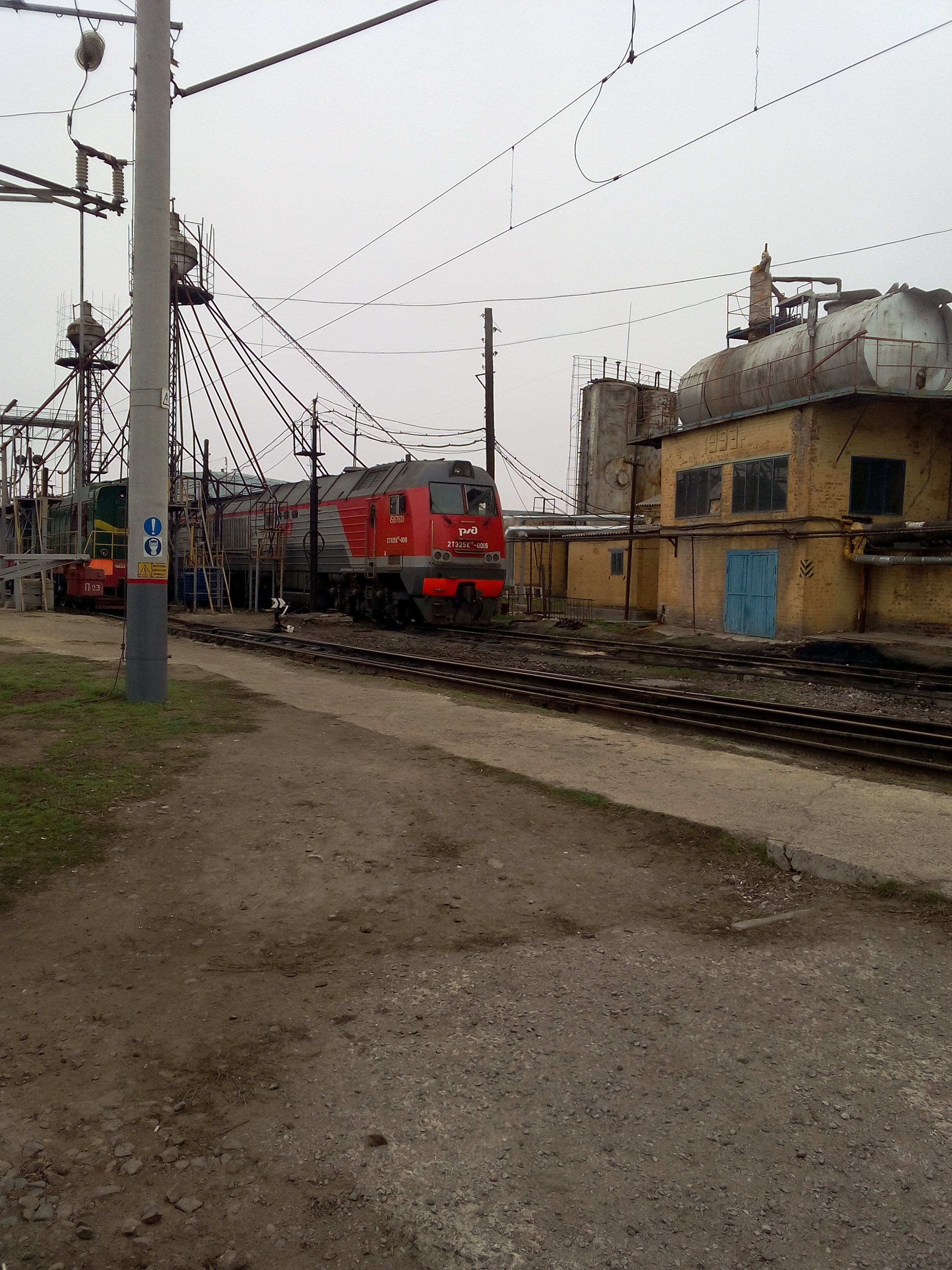
Тепловозы 2ТЭ25КМ-0016 и ЧМЭ3 на территории депо